# Bogève
Bogève és un municipi francès situat al departament de l'Alta Savoia i a la regió d'Alvèrnia-Roine-Alps. L'any 2007 tenia 1.035 habitants.

## Demografia

### Població
El 2007 la població de fet de Bogève era de 1.035 persones. Hi havia 406 famílies de les quals 117 eren unipersonals (82 homes vivint sols i 35 dones vivint soles), 117 parelles sense fills, 137 parelles amb fills i 35 famílies monoparentals amb fills.
La població ha evolucionat segons el següent gràfic:
Habitants censats

### Habitatges
El 2007 hi havia 759 habitatges, 415 eren l'habitatge principal de la família, 304 eren segones residències i 40 estaven desocupats. 448 eren cases i 308 eren apartaments. Dels 415 habitatges principals, 288 estaven ocupats pels seus propietaris, 107 estaven llogats i ocupats pels llogaters i 20 estaven cedits a títol gratuït; 37 tenien una cambra, 33 en tenien dues, 66 en tenien tres, 90 en tenien quatre i 188 en tenien cinc o més. 353 habitatges disposaven pel capbaix d'una plaça de pàrquing. A 168 habitatges hi havia un automòbil i a 230 n'hi havia dos o més.

### Piràmide de població
La piràmide de població per edats i sexe el 2009 era:
| Homes | Edats   | Dones |
| ----- | ------- | ----- |
| 0     | 95 o +  | 0     |
| 0     | 90 a 94 | 4     |
| 0     | 85 a 89 | 4     |
| 0     | 80 a 84 | 0     |
| 12    | 75 a 79 | 4     |
| 12    | 70 a 74 | 12    |
| 24    | 65 a 69 | 4     |
| 20    | 60 a 64 | 16    |
| 20    | 55 a 59 | 44    |
| 36    | 50 a 54 | 20    |
| 28    | 45 a 49 | 24    |
| 28    | 40 a 44 | 28    |
| 36    | 35 a 39 | 52    |
| 56    | 30 a 34 | 20    |
| 36    | 25 a 29 | 24    |
| 20    | 20 a 24 | 8     |
| 32    | 15 a 19 | 24    |
| 44    | 10 a 14 | 20    |
| 32    | 5 a 9   | 48    |
| 28    | 0 a 4   | 32    |

## Economia
El 2007 la població en edat de treballar era de 702 persones, 553 eren actives i 149 eren inactives. De les 553 persones actives 534 estaven ocupades (299 homes i 235 dones) i 20 estaven aturades (8 homes i 12 dones). De les 149 persones inactives 46 estaven jubilades, 55 estaven estudiant i 48 estaven classificades com a «altres inactius».

### Ingressos
El 2009 a Bogève hi havia 392 unitats fiscals que integraven 1.035 persones, la mediana anual d'ingressos fiscals per persona era de 21.032 €.

### Activitats econòmiques
Dels 53 establiments que hi havia el 2007, 1 era d'una empresa alimentària, 9 d'empreses de construcció, 4 d'empreses de comerç i reparació d'automòbils, 1 d'una empresa de transport, 7 d'empreses d'hostatgeria i restauració, 2 d'empreses financeres, 1 d'una empresa immobiliària, 4 d'empreses de serveis, 21 d'entitats de l'administració pública i 3 d'empreses classificades com a «altres activitats de serveis».
Dels 11 establiments de servei als particulars que hi havia el 2009, 1 era un guixaire pintor, 3 fusteries, 1 lampisteria, 1 electricista, 2 perruqueries i 3 restaurants.
Dels 2 establiments comercials que hi havia el 2009, 1 era una botiga de més de 120 m² i 1 una botiga de mobles.
L'any 2000 a Bogève hi havia 23 explotacions agrícoles que ocupaven un total de 630 hectàrees.

## Equipaments sanitaris i escolars
El 2009 hi havia una escola elemental.

## Poblacions més properes
El següent diagrama mostra les poblacions més properes.